# Ebba Morman
Ebba Jeanette Morman, även Brolin och Schylander, född 11 november 1768, död 9 oktober 1802, var en svensk skådespelare, framförallt vid Dramaten och Stenborgs Teater. 

## Biografi
Morman gifte sig 28 december 1788 med notarie Johan Peter Brolin, men skilde sig och sökte sig till teatern. Hon debuterade i slutet av 1791 på Dramaten och kallades sig då fru Brolin, när hon 26 november 1791 spelade Zelimer i Den bedragne Bachan, ett namn hon hade kvar i januari 1792. I kontraktet vid Dramaten 1 oktober 1792 undertecknade hon sig som "Ebba Jeanette de Morman".         
Morman spelade Grevinnan Almaviva och grevinnan i Grefven av Oldbach på Stenborgs Teater 1792, dagen efter i Rhadamist och Zenobie på Operan och även Marcellina i Figaro på Dramaten. Hon antas ha spelat enskilda roller hos Stenborg, precis som Schylander.   
Hon spelade tragedi - då Marie Louise Marcadet avgått 1795 tävlade Morman och Fredrica Löf om tragiska roller tills Maria Franck intagit platsen som tragedienne - men främst så kallade "demoniska" kvinnoroller. Efter sin debut meddelade hon direktionen att hon endast tänkte dubblera Dramatens två stjärnskådespelerskor Fredria Löf och Marie Louise Marcadet. Hon var sin tids mest uppskattade framställare av negativa kvinnliga roller. Hon spelade häxor, mörderskor och liknande och framställde dem så skickligt, att "publiken älskade och avskydde henne".  
Hon spelade även Klytaimnestra, Jocasta, Penelope, Statira, Zenobia och drottning Kristina. Hon spelade Beata Ribbing i Gustav Adolf och Ebba Brahe 1794, baronessan i Tadelskolan 1795 och Marcellina i Figaros bröllop 1799 och grevinna Åkerkrona i Det oskyldiga bedrägeriet några månader före sin död 1802. 
Hon beskrivs som:
"lång och mager, med långlagt ansikte, spetsig haka och svartbruna ögon, i vilka en dyster eld brann. På kindkotorna tycktes det likbleka skinnet sitta liksom fastsmetat. Hennes utseende svarade således fullkomligt till hennes genre, som uteslutande var den diaboliska".
Hon hade ett förhållande med Carl Schylander efter hans första fru Märta Stina Törnqvists död 29 juni 1792 och gifte sig med honom 14 augusti 1802. Hon dog 33 år gammal i lungsot, som hon haft under sina sista år.